# Army Criminal Investigation Command
Il U.S. Army Criminal Investigation Command (CID) è una divisione dell'esercito degli Stati Uniti che si occupa di investigare su crimini in cui sono coinvolti i militari dell'esercito o ex militari e omicidi militari. È composta da personale civile, militari e agenti speciali. 
Il quartier generale è a Quantico, in Virginia.

## Funzioni
Il servizio investigativo dell'esercito degli Stati Uniti d'America svolge un ruolo nell'investigazione e nella raccolta di informazioni di polizia e di intelligence. Ha un ruolo anche nella lotta contro il terrorismo interno ed esterno e collabora con altre agenzie del Dipartimento della Sicurezza Interna degli Stati Uniti d'America.

## Organizzazione
Il comandante generale, l'U.S. Army Provost Marshal General, è anche a capo dell'U.S. Army Correction Command e dipende direttamente dal capo di stato maggiore dell'esercito e dal Segretario dell'esercito.
Conta su un personale di 3.000 dipendenti, di cui 900 agenti speciali. Gli agenti speciali del CID sono militari in servizio attivo o warrant officer (specialisti in determinati campi). Hanno l'autorità per eseguire arresti e ricercare prove. Continuano a far parte dei Military Police Corps.